# Роберт Андерссон (гандболіст)
Роберт Андерссон (швед. Robert Andersson; 24 листопада 1969) — шведський гандболіст, олімпійський медаліст.

## Виступи на Олімпіадах
| Олімпіада      | Дисципліна | Місце |
| -------------- | ---------- | ----- |
| Барселона 1992 | гандбол    | 2     |
| Атланта 1996   | гандбол    | 2     |